# يوجي فوجي
يوجي فوجي هو سياسي ياباني، ولد في 27 فبراير 1950 في شيغا في اليابان. نشط حزبياً في الحزب الليبرالي الديمقراطي الياباني. وقد انتخب عضو مجلس النواب الياباني ‏.